# 러시아의 호수
- 바이칼호 (Байкал)
- 볼로예 호 (Белое)
- 브로스노호 (Бросно)

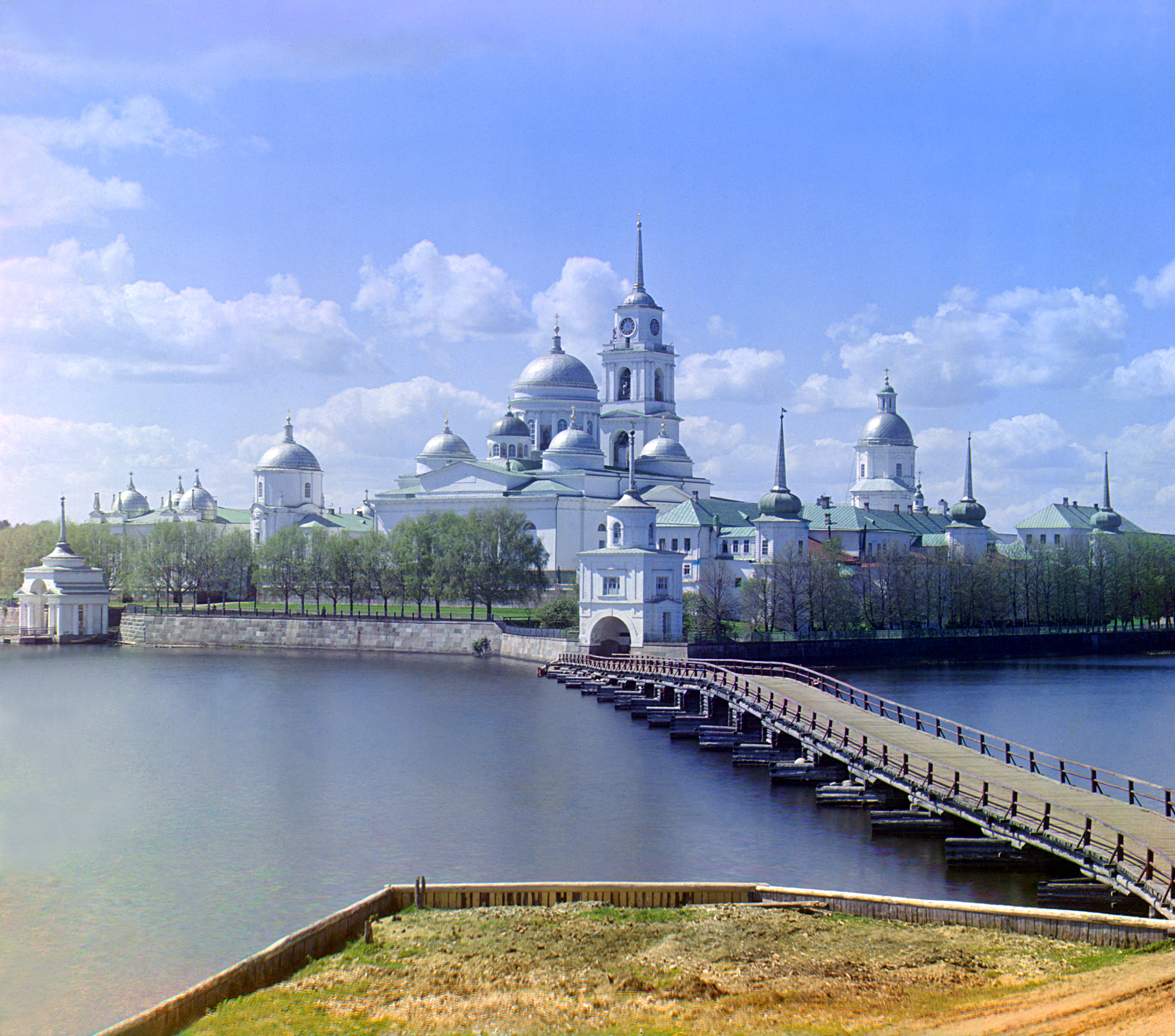
View of Lake Seliger near Ostashkov in 1910.

- 카스피해 (Каспийское Море)
- 차니 호 (Чаны)
- 페이푸스호
- 일멘호 (Ильмень)
- 이만드라 호 (Имандра)
- 한카호 (Ханка)
- 한타이스코예 호
- 라도가호 (Ладожское)
- 로보제로 호 (Ловозеро)
- 네로 호 (Неро)
- 오네가호 (Онежское)
- 플레시체예보 호 (Плещеево)
- 프스코프스코예 호 (Чудское)
- 세고제로 호 (Сегозеро)
- 셀리게르 호 (Селигер)
- 타이미르 호 (Таймыр)
- 텔레츠코예호 (Телецкое)
- 토포제로 호 (Топозеро)
- 우브스 누르 호 (Убсу Нур)
- 비슈티네츠코예 호 (Виштынецкое озеро)